# Gleichwie der Regen und Schnee vom Himmel fällt
Gleich wie der Regen und Schnee vom Himmel fällt (BWV 18) is een religieuze cantate van Johann Sebastian Bach

## Programma
Deze cantate is bedoeld voor de tweede zondag van de Paaskring, genoemd sexagesima, en werd vermoedelijk voor het eerst uitgevoerd op 24 juli 1715 te Weimar. Deze cantate werd omgewerkt voor Leipzig en vermoedelijk uitgevoerd op 13 februari 1724 in de Nicolaaskerk aldaar. Daarmee behoort deze cantate tot de eerste cantatejaargang.
Deze cantate maakt deel uit van de zogenaamde Paaskring van het kerkelijk jaar. Dit omvat de periode van 50 dagen voor tot 50 dagen na Pasen. Op Pinksteren, 50 dagen na Pasen sluit deze kring en start de Zomerkring met Trinitatis met zijn 12 zondagen erna.

## Tekst
Erdmann Neumeister schreef de tekst in 1711 voor het Eisenachse Hof.
Bijbellezingen voor deze zondag:
- 2 Korintiërs 11, 19-12,9 "Ik weet dat een mens in eenheid met Christus, veertien jaar geleden is meegevoerd tot in de derde hemel"
- Lucas 8, 4-15 "Wie oren heeft om te horen die moet horen! Het zaad is het spreken van God, de "edele aarde" deze zijn het die met een edel en goed hart het woord horen en in hun volharding vrucht dragen"

Inhoud:
1. Sinfonia
2. Recitatief (bas) "Gleichwie der Regen und Schnee"
3. Recitatief (tenor, bas en koor) "Mein Gott, hier wird mein Herze sein"
4. Aria (sopraan) "Mein Seelenschatz ist Gottes Wort"
5. Koraal "Ich bitt, o Herr, aus Herzengrund"

## Muzikale bezetting
De cantate is geschreven voor altviool en basso continuo (fagot, violoncello, violone en orgel). De latere versie werd uitgebreid met 2 blokfluiten.

## Toelichting

### Algemene informatie
De leidraad voor deze cantate op sexagesima is de metafoor van de zaaier die zijn ideeën uitstrooit over de wereld. De regen en de sneeuw uit de hemel maken de aarde vruchtbaar en doen het zaad ontkiemen om de gewassen te laten groeien. Alzo zorgt dit voor ons "dagelijks brood" dat levenskracht biedt.

### Bachs muzikale verwerking
Bachs vroege Weimarse cantate opent met een "sinfonia", zoals gebeurde bij ongeveer een derde van zijn vroege cantates. Deze sinfonia is de meest uitgebreide met 72 maten, vormgegeven in een Italiaans concerto met duidelijk retorische bedoelingen. Bach gaat te werk zoals een redenaar ons wil overtuigen: het onderwerp aankaarten, een evaluatie met argumenten neerzetten met ten slotte een besluit formuleren. Bij het lezen van de partituur valt de symmetrische opbouw op: 20 maten voor het eerste deel, 32 maten voor het middendeel en ten slotte weer 20 maten als kopie van de aanvang. Het geheel doet bijna classicistisch aan.

Het dramatische middendeel vormt het derde recitatief met de Lutherse litanie,  waar alle partijen aan meedoen. Door de Gregoriaanse psalmodie is de algemene teneur troost en geruststelling.